# Isocinchomeronsäure
Isocinchomeronsäure ist eine chemische Verbindung aus der Gruppe der Pyridindicarbonsäuren.

## Gewinnung und Darstellung
Isocinchomeronsäure entsteht bei der Oxydation eines Steinkohlenteerlutidins und von Aldehydcollidin oder durch Erhitzen von Carboisocinchomeronsäure.
Die Verbindung kann auch aus 3,4-Dihydroxybenzoesäure dargestellt werden.

## Eigenschaften
Isocinchomeronsäure ist ein weißer bis gelber geruchloser Feststoff, der praktisch unlöslich in kaltem Wasser und Diethylether ist. Sie ist wenig löslich in Ethanol. Bei Erhitzung über 255 °C tritt Zersetzung in Kohlensäure und Nikotinsäure auf.

## Verwendung
Isocinchomeronsäure kann zur Herstellung von Polyestern verwendet werden.